# Born Again (Ricky L)
Born Again is een single van Ricky L met M:ck uit 2006. Het nummer vergaarde bekendheid door een remix van Balearic Soul in 2009.

## Achtergrond
Born Again is geschreven door Michele Coletti, Miguel Collins, Riccardo Luchini, Paul Crossdale en James Trevor. Het lied is gebaseerd op het nummer Babylon Ah Listen van Sizzla. Het nummer was bij uitbrengen in 2006 geen groot succes; enkel in Vlaanderen haalde het een notering, met de tweede plaats in de Ultratip 100. Pas toen Balearic Soul in 2009 een remix van het nummer uitbracht, kreeg het nummer meer bekendheid, zij het vooral in Nederland. Daar werd de eerste positie in de Single Top 100 en een vijfde plaats in de Top 40 behaald. De enige andere notering was de 39e positie in de Ultratip 100 van Wallonië. In 2018 kwamen Sunnery James & Ryan Marciano, Nicola Fasano en Adam Clay met een cover op het lied. Deze versie met de titel Born Again (Babylonia) bereikte ook beide tiplijsten van België. De single heeft in Nederland de gouden status.